# جریان تحت فشار

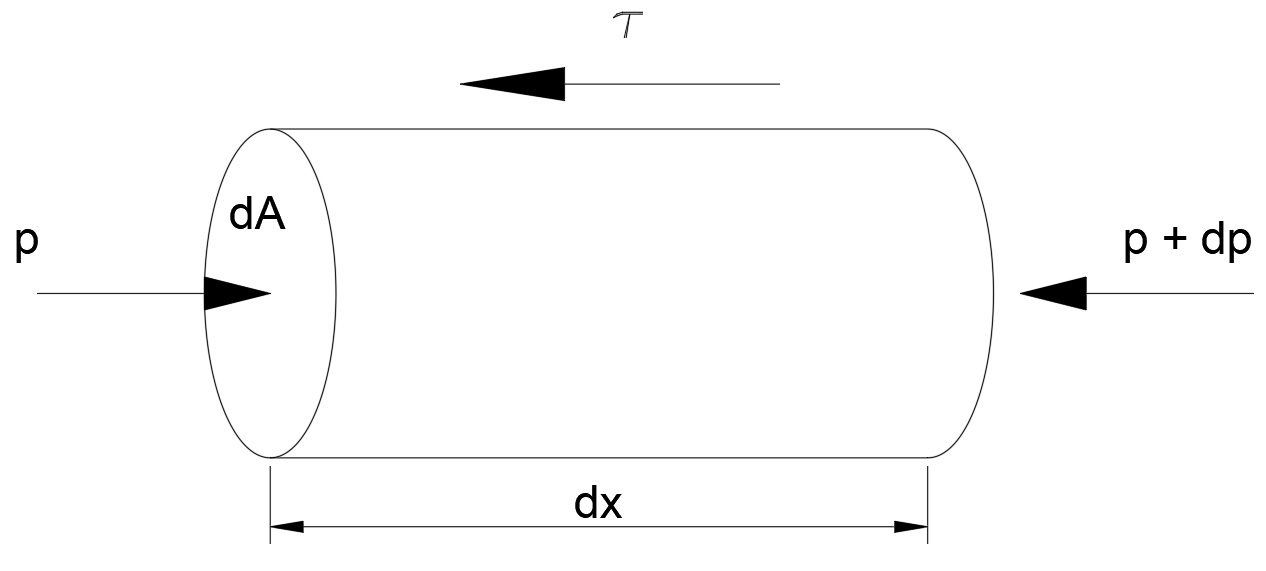
المان کوچک استوانه ای جریان یک شاره با گرانروی τ

جریان در لوله (جریان تحت فشار)، شاخه ای از هیدرولیک و مکانیک سیالات، و نوعی از جریان مایع در یک مجرای بسته است. نوع دیگر جریان در یک مجرا، جریان کانال باز است. این دو نوع جریان از بسیاری جهات شبیه به هم هستند، اما از یک جنبه مهم متفاوت هستند. بر خلاف جریان کانال باز جریان در لوله سطح آزاد ندارد. جریان در لوله‌ها در مجرای بسته محدود شده و بر دیواره لوله فشار هیدرولیکی اعمال می کند.
همه جریان های داخل یک مجرای بسته جریان در لوله در نظر گرفته نمی شوند. مجراهای انتقال فاضلاب‌ و سیلاب نیز مجرای بسته هستند اما معمولاً سطح آزاد را حفظ می کنند و بنابراین جریان کانال باز در نظر گرفته می شوند. تنها زمانی که مجرای فاضلاب سطحی با ظرفیت کامل کار کند به جریان در لوله (جریان تحت فشار) تبدیل می‌شود. 
انرژی در جریان لوله به صورت هد هیدرولیکی (ارتفاع انرژی) بیان شده و توسط معادله برنولی تعریف می‌شود. به منظور تفهیم هد هیدرولیکی (ارتفاع انرژی) در طول جریان درون لوله، نمودارها اغلب حاوی یک خط گرادیان هیدرولیکی (HGL) هستند. جریان در لوله در معرض تلفات اصطکاکی ای است که توسط فرمول دارسی-وایزباخ تعریف می‌شود.

## حالت های جریان
رفتار جریان درون لوله عمدتا توسط اثرات ترکیبی گرانروی و گرانش نسبت به نیروهای اینرسی جریان کنترل می شود.  همانطور که توسط عدد رینولدز نشان داده می شود، جریان می تواند بسته به اثر گران‌روی نسبت به اینرسی، به صورت لایه ای یا آشفته باشد. در شرایط عدد رینولدز زیر مقدار بحرانی یعنی تقریباً 2040  جریان درون لوله لایه ای خواهد بود، در حالی که در اعداد رینولدز بالاتر از مقدار بحرانی جریان می‌تواند به صورت آشفته ادامه یابد. علاوه بر این، انتقال از جریان آرام به متلاطم می‌تواند به سطح آشفتگی و همچنین به ناهمواری‌های سطح مجرا حساس باشد.
جریان درون لوله ها می‌تواند به طور تقریبی به دو دسته تقسیم شود:
- جریان آرام - به جریان هیگن-پوآزویی مراجعه کنید.
- جریان آشفته - به نمودار مودی مراجعه کنید.